# Hartwig Gauder
Hartwig Gauder (Vaihingen an der Enz, 1954. november 10. – Erfurt, 2020. április 22.) olimpiai bajnok német atléta, a gyaloglás egyik meghatározó alakja az 1980-as években.

## Élete

### Sportpályafutása
Hartwig Gauder Nyugat-Németország délnyugati részén, Baden-Württembergben született és itt töltötte gyermekkorának első éveit. 1960-ban családja az NDK-hoz tartozó türingiai Ilmenauba költözött. Az NDK-ban bekerült az ország tehetséges sportolóit felkaroló programba. Kezdetben a 20 kilométeres gyaloglás volt a fő versenyszáma. 1975-ben lett először keletnémet bajnok, egy évvel később pedig megvédte elsőségét. 1978-ban Európa-rekordot állított fel pályagyaloglásban, ám ugyanebben az évben csak a hetedik lett a prágai Európa-bajnokságon. A kudarc miatt megváltoztatta fő versenyszámát és inkább az 50 kilométeres távra készült fel. A váltás sikert hozott a moszkvai olimpián olimpiai bajnoki címet szerzett az NDK színeiben indulva.
Az olimpiai siker után teljesítménye visszaesett, évekre leszorult a világversenyek dobogóiról. 1982-ben az athéni Európa-bajnokságon negyedik helyen végzett, a Los Angeles-i olimpián pedig az NDK bojkottja miatt nem vehetett részt. Visszatérése 1986-ig váratott magára, amikor Európa-bajnoki címet szerzett. 1987-ben győzelmet aratott a római világbajnokságon is. A szöuli olimpiára esélyesként érkezett, de csak a dobogó harmadik fokára állhatott fel. 1990-ben néhány héttel az NDK és az NSZK egyesülése előtt a spliti Európa-bajnokságon szintén harmadik helyen végzett.
Pályafutása utolsó dobogós nemzetközi eredményét 1991-ben, már az egyesült Németország képviseletében érte el; a tokiói világbajnokságon bronzérmes lett. Kiharcolta a szereplést a barcelonai olimpián is, itt hatodik helyet ért el. Az 1993-as stuttgarti világbajnokság után vett búcsút az élsporttól.

### Sportkarrierje után
1993 után továbbra is sportolt, a túragyaloglást választotta, e témában könyvet is írt. 1994-ben teljesítőképességének gyors hanyatlását észlelte önmagán, ezért orvoshoz fordult. 1995-re az orvosok a szívét megtámadó súlyos vírusfertőzést diagnosztizáltak nála, amelyet a feltételezések szerint egy baromfifarmon kaphatott el évekkel azelőtt. 1996-ra nyilvánvalóvá vált, hogy életét csak szívátültetés mentheti meg. 1997-ben előbb mesterséges szívet, majd egy donortól valódi szívet kapott. Az új szív nemcsak megmentette Hartwig életét, de újabb teljesítményekre is sarkallta. 1998-ban sikeres építész-szakvizsgát tett. Alig két évvel a műtét után részt vett New York-i maratonon. 2003-ban beteljesítette élete egyik legnagyobb vágyát: az első szív-átültetettként feljutott Japán legmagasabb hegyére, a Fudzsira. Felépülésének történetét később meg is filmesítették. Tapasztalatait Gauder egy önéletrajzi kötetben foglalta össze Két élet, három szív címmel.
Hartwig Gauder építész, napjainkban a Jénai Egyetem klinikáján dolgozik.

## Fordítás
- Ez a szócikk részben vagy egészben a Hartwig Gauder című német Wikipédia-szócikk ezen változatának fordításán alapul.  Az eredeti cikk szerkesztőit annak laptörténete sorolja fel. Ez a jelzés csupán a megfogalmazás eredetét és a szerzői jogokat jelzi, nem szolgál a cikkben szereplő információk forrásmegjelöléseként.